# قاتل مأجور
القاتل المأجور أو الأجير هو شخص يقوم بعملية اغتيال مقابل مبلغ مالي أو خدمة معينة، وقد يعمل القتلة المأجورون لحساب شخص واحد أو جهة محددة، للقيام أحياناً بعمليات اغتيال سياسية أو عسكرية. ولعل أبرز القتلة المأجورين هم الحشاشون الذين كانت لهم اليد في عدة اغتيالات في منطقة الشرق الأوسط

## عمليات اغتيال مشهورة
هناك عدة عمليات اغتيال في التاريخ يرجح أن من قاموا بها كانوا قتلة مأجورين، مثل:
- اغتيال الاميرة ديانا
- دودي الفايد.
- اغتيال الخليفة العباسي المسترشد
- واغتيال الخليفة الفاطمي الآمر بأحكام الله